# Rhododendron dendricola
Rhododendron dendricola är en ljungväxtart som beskrevs av Hutchimon. Rhododendron dendricola ingår i släktet rododendron, och familjen ljungväxter. Inga underarter finns listade i Catalogue of Life.